# Meaghan Benfeito
Meaghan Benfeito (2 de març de 1989) és una saltadora canadenca. Competeix en esdeveniments de salts sincronitzats de 10 m al costat de Roseline Filion. Benfeito i Filion van guanyar una medalla de bronze en els Jocs Olímpics de Londres en 2012 en l'esdeveniment de salt sincronitzat de 10 m. També ha guanyat altres tres medalles de bronze en la seva carrera amb una en cada esdeveniment de salt sincronitzat en els campionats mundials, els Jocs de la Commonwealth, i els Jocs Panamericans.

## Carrera
Ella va començar en el salt clavadista per a Canadà en 2005 i acredita a Émilie Heymans i Alexander Despatie per inspirar-la perquè prengui aquest esport. Va guanyar una medalla de bronze en el Campionat Mundial de Natació 2005 a la seva ciutat natal de Mont-real, però ella i Filion no han pogut tornar al podi de medalles en el Mundial des de llavors. En 2006, va guanyar una medalla de bronze en els Jocs de la Commonwealth. Va guanyar una medalla de bronze en els Jocs Panamericans de 2007 en l'esdeveniment de salt sincronitzat de 3 m amb Kelly MacDonald.

## Vida privada
Juntament amb la seva companya de salt de set anys, Filion, es consideren una a una altra amigues per a tota la vida. Filion, va dir de la seva relació: "ens hem conegut una a l'altra de tota la vida, així que tenim una molt bona relació. És més aviat una relació de germanor ara. Probablement podríem anar a un restaurant i ordenar una per l'altra."